# Albert Fish (homme politique)
Pour les articles homonymes, voir Albert Fish (homonymie) et Fish.
Albert Fish (1922 - 5 avril 2006) est un homme politique canadien de l'Ontario. Il est député fédéral Progressiste-conservateur de la circonscription ontarienne de Guelph de 1979 à 1980.

## Biographie
Né à Preston dans le Lancashire en Angleterre, Fish sert dans la Royal Air Force durant la Seconde Guerre mondiale. En 1949, il immigre ensuite au Canada dans la région de Guelph où il entame une carrière d'agent immobilier en 1954 et opère sa propre firme, la Albert Fish Real Estate Limited, en 1957. Après avoir servi comme président de la Ontario Real Estate Association, il devient président de la l'Association canadienne de l'immeuble (en) (Canadian Real Estate Association) en 1973.
Élu en mai 1979, il est défait lors de l'élection générale suivante en février 1980.
Il meurt d'une crise cardiaque en 2006. Fish avait précédemment souffert de problèmes cardiaques lors de la campagne de 1980.